# Out of Africa (ER)
Out of Africa is de vijfde aflevering van het tiende seizoen van de televisieserie ER, die voor het eerst werd uitgezonden op 30 oktober 2003.

## Verhaal
Dr. Kovac is weer aan het werk op de SEH en maakt meteen een drukke dienst mee. Hij geeft bij dr. Weaver aan dat hij over twee maanden weer terug wil naar Congo, dit tot ergernis van haar. 
Dr. Lewis krijgt als patiënt Ben Hollander, een oudere man met zelfmoordneigingen omdat hij blind wordt.  Zij behandelt ook een alcoholistische moeder met twee kinderen, de moeder zet zichzelf in brand voor de ogen van haar oudste zoon.
Nu Lockhart een studente is voor dokter komt er een nieuw verpleegster de SEH versterken, Samantha 'Sam' Taggart. Zij maakt meteen indruk op haar eerste dag door een agressieve patiënt te bedwelmen met een injectie als niemand anders dit durft. 
Dr. Corday en dr. Dorset opereren samen als dr. Dorset een telefoontje krijgt van zijn vrouw, dr. Corday is hier boos over omdat zij dacht dat hij vrijgezel was en maakt de relatie met hem meteen uit. 
Dr. Morris is geschokt over het werken op een SEH en twijfelt over zijn ambities.

## Rolverdeling

### Hoofdrollen
- Laura Innes - Dr. Kerry Weaver
- Mekhi Phifer - Dr. Gregory Pratt
- Alex Kingston - Dr. Elizabeth Corday
- Goran Višnjić - Dr. Luka Kovac
- Sherry Stringfield - Dr. Susan Lewis
- Sharif Atkins - Dr. Michael Gallant
- Paul McCrane - Dr. Robert Romano
- Bruno Campos - Dr. Eddie Dorset
- Scott Grimes - Dr. Archie Morris
- Glenn Howerton - Dr. Nick Cooper
- Linda Cardellini - verpleegster Samantha 'Sam' Taggart
- Oliver Davis - Alex Taggart
- Laura Cerón - verpleegster Chuny Marquez
- Montae Russell - ambulancemedewerker Dwight Zadro
- Lyn Alicia Henderson - ambulancemedewerker Pamela Olbes
- Michelle Bonilla - ambulancemedewerker Christine Harms
- Louie Liberti - ambulancemedewerker Bardelli
- Parminder Nagra - Neela Rasgrota
- Maura Tierney - Abby Lockhart
- Troy Evans - Frank Martin

### Gastrollen (selectie)
- Bob Newhart - Ben Hollander
- Daniel Dae Kim - Ken Sung
- Gavin Fink - Henry Martin
- Daniel Roebuck - Kyle Martin
- Alison Elliott - Paula Martin
- Frank McRae - Freddie
- Alex Alexander - Betty
- Paulette Braxton - Kenya
- Richard Brehm - Yurman
- Liza Del Mundo - Severa